# 1PLIKÉ140
Pour l’article ayant un titre homophone, voir Les Impliqués.
1PLIKÉ140, né le 24 avril 2001, est un rappeur français originaire de Clamart  dans les Hauts-de-Seine.

## Biographie

### Enfance et jeunesse
Bilal naît le 24 avril 2001 dans une famille d'origine comorienne. De nationalité française, il grandit à la cité de La Plaine à Clamart dans les Hauts-de-Seine.

### Carrière

#### 1PLIKTOIet1PLIKTOI  (Vol.2)(2020)
1PLIKÉ140 a réellement commencé sa carrière en 2019 avec sa série de freestyles intitulée #BATARD en adoptant les codes de la scène drill britannique. Sa première mixtape, 1PLIKTOI qui sort en juin 2020, connaît un succès immédiat et le place parmi les artistes prometteurs de la scène drill française, la mixtape est principalement produite par Binks Beatz. 
Seulement six mois après son premier projet, il revient avec un deuxième EP, 1PLIKTOI Volume 2, composé de dix titres.
En octobre 2020, 1PLIKÉ140 présente un freestyle Plugged in avec Fumez the Engineer pour Pressplay, un média britannique,.

#### Arrêtez-LeetArrêtez-Le (Vol.2)(2021-2022)
Au printemps 2021, il présente Arrêtez-Le !, un projet de huit titres qui inclut des titres populaires comme Belek et Canada, vendu en 2300 exemplaires en première semaine . Il est suivi rapidement de son Volume 2, sorti en 2022 avec 5000 ventes en première semaine,, comprenant des morceaux notables tels que Remontada, Bénéf et Comme Bou.

#### FilonetP1(2023-2025)
En mars 2023, il apparait sur le morceau Filon du rappeur H.La Drogue,.
Le 14 février 2025, 1PLIKÉ dévoile son premier album studio, P1, un projet de 15 titres. Pour l'annoncer, il publie le clip du morceau Gassama avec une production drill,.

### Collaborations et reconnaissance
En 2021, 1PLIKÉ140 reçoit un disque d'or pour sa mixtape 1PLIKTOI et s'est distingué dans le projet de Niska, avec la collaboration 140G. Sa notoriété a été renforcée par un partenariat avec Adidas et le Bayern Munich,,. Il a également promu la marque de textile Project X Paris.
En janvier 2022, le community manager de KFC partage la couverture de l'album Arrêtez-le détournée en Remettez-le, permettant ainsi de faire connaître à la fois leur enseigne et l'artiste,.

## Style

### Thématiques abordées
1PLIKÉ140 aborde sa vision des réalités de la vie dans les quartiers défavorisés. Ses paroles comportent des conseils de vie incitant à la prudence, à la vente de drogue et à éviter les pièges de la rue,.
La spiritualité occupe une place significative dans la musique de 1PLIKÉ140, illustrant un conflit intérieur entre ses actions souvent marquées par la violence, la criminalité et ses convictions religieuses.

### Popularisation de la drill en France
1PLIKÉ140 est reconnu comme l'un des artistes ayant contribué à populariser le genre musical drill en France. Il a introduit les codes de la scène drill britannique dans son travail.

## Discographie

### Singles
| Année | Titre                  | Meilleure position | Meilleure position | Meilleure position | Certifications                                | Album               |
| Année | Titre                  | FR                 | WAL                | SUI                | Certifications                                | Album               |
| ----- | ---------------------- | ------------------ | ------------------ | ------------------ | --------------------------------------------- | ------------------- |
| 2020  | Dans mon tiekson       | —                  | —                  | —                  | —                                             | —                   |
| 2020  | 1PLIKE TOI BIEN        | —                  | —                  | —                  | —                                             | —                   |
| 2020  | Bâtard #4              | —                  | —                  | —                  | —                                             | —                   |
| 2020  | Tranquillement         | —                  | —                  | —                  | —                                             | —                   |
| 2020  | Dolce Vita             | 58                 | —                  | —                  | —                                             | 1PLIKE TOI (Vol. 2) |
| 2020  | Lopsa Story            | 26                 | —                  | —                  | - France (SNEP) : Diamant                     | 1PLIKE TOI (Vol. 2) |
| 2020  | Dans ton enceinte      | 120                | —                  | —                  | —                                             | 1PLIKE TOI (Vol. 2) |
| 2020  | Est-ce que t'assumes ? | 77                 | —                  | —                  | —                                             | 1PLIKE TOI (Vol. 2) |
| 2020  | Barrettes de 50        | 158                | —                  | —                  | —                                             | 1PLIKE TOI (Vol. 2) |
| 2020  | Dans mon assiette      | —                  | —                  | —                  | - France (SNEP) : Or                          | 1PLIKE TOI (Vol. 2) |
| 2020  | Enfermé                | 172                | —                  | —                  | —                                             | 1PLIKE TOI (Vol. 2) |
| 2020  | No Hook                | 185                | —                  | —                  | —                                             | 1PLIKE TOI (Vol. 2) |
| 2020  | Zéro connexion         | 199                | —                  | —                  | —                                             | 1PLIKE TOI (Vol. 2) |
| 2021  | Piccolo                | 192                | —                  | —                  | —                                             | Arrêtez-le          |
| 2021  | Batman                 | 166                | —                  | —                  | —                                             | Arrêtez-le          |
| 2021  | Narcos                 | 154                | —                  | —                  | —                                             | Arrêtez-le          |
| 2021  | Ong-bak 2              | 61                 | —                  | —                  | - France (SNEP) : Platine                     | Arrêtez-le          |
| 2021  | Belek                  | 101                | —                  | —                  | —                                             | Arrêtez-le          |
| 2021  | Cochi                  | 163                | —                  | —                  | —                                             | —                   |
| 2022  | Canada                 | 9                  | 40                 | —                  | - France (SNEP) : Diamant - Belgique (BEA) Or | Arrêtez-le (Vol. 2) |
| 2022  | Ombre                  | 103                | —                  | —                  | —                                             | Arrêtez-le (Vol. 2) |
| 2022  | Comme Bou              | 64                 | —                  | —                  | —                                             | Arrêtez-le (Vol. 2) |
| 2022  | P4                     | 160                | —                  | —                  | —                                             | Arrêtez-le (Vol. 2) |
| 2022  | Remontada              | 171                | —                  | —                  | —                                             | Arrêtez-le (Vol. 2) |
| 2022  | Sommeil                | 183                | —                  | —                  | —                                             | Arrêtez-le (Vol. 2) |
| 2022  | Événement              | 163                | —                  | —                  | —                                             | Arrêtez-le (Vol. 2) |
| 2022  | Perso                  | 145                | —                  | —                  | —                                             | Arrêtez-le (Vol. 2) |
| 2022  | Bénéf                  | 181                | —                  | —                  | —                                             | Arrêtez-le (Vol. 2) |
| 2022  | BLC                    | 200                | —                  | —                  | —                                             | —                   |
| 2024  | Calmez-vous            | —                  | —                  | —                  | —                                             | —                   |

### Apparitions
2020 : 
- Plugged in Freestyle - 1PLIKÉ140 X Fumez the Engineer

2021 : 
- 140G - Niska (sur l'album Le monde est méchant) Or[31]

2022 : 
- Zéro Mala (sur le crossover Carbozo, Vol.1)
- Météorite (sur Le soleil se lèvera à l'Ouest du média Raplume)
- Roue libre - Stavo (sur l'album TVX)

2023 : 
- Filon - H.La Drogue (sur l'album Drogue)

2024 :
- Filature - Mapess (sur l'album Versus)

2025 :
- Maybach - Oboy